# Jan Stypuła
Jan Stypuła (ur. 14 grudnia 1931 w Strzelcach, zm. 9 czerwca 2001 w Łomży) – polski polityk, lekarz weterynarii, senator III kadencji.

## Życiorys
Był absolwentem Uniwersytetu Marii Curie-Skłodowskiej w Lublinie. Pracował jako kierownik lecznicy zwierząt (1956–1969), następnie powiatowy lekarz weterynarii w Wysokiem Mazowieckiem i (od 1975) wojewódzki w Łomży. Założył w tym mieście, a następnie przewodniczył oddziałowi Stowarzyszenia „Wspólnota Polska”. Sprawował mandat senatora III kadencji wybranego z listy Polskiego Stronnictwa Ludowego, reprezentując województwo łomżyńskie. Był członkiem Komisji Rolnictwa oraz Komisji Spraw Emigracji i Polaków za Granicą.
W 2001 otrzymał Krzyż Oficerski Orderu Odrodzenia Polski.